# Anna Fiebig
Anna Fiebig (* 7. Juni 1889 in Posen; † 3. Mai 1964) war eine deutsche Politikerin (CDU).
Fiebig gehörte vom 19. Dezember 1946 bis zum 19. April 1947 dem Ernannten Landtag von Nordrhein-Westfalen in seiner zweiten Ernennungsperiode an.

## Weblink
Anna Fiebig beim Landtag Nordrhein-Westfalen
| Personendaten    | Personendaten                   |
| ---------------- | ------------------------------- |
| NAME             | Fiebig, Anna                    |
| KURZBESCHREIBUNG | deutsche Politikerin (CDU), MdL |
| GEBURTSDATUM     | 7. Juni 1889                    |
| GEBURTSORT       | Posen                           |
| STERBEDATUM      | 3. Mai 1964                     |